# Oolong

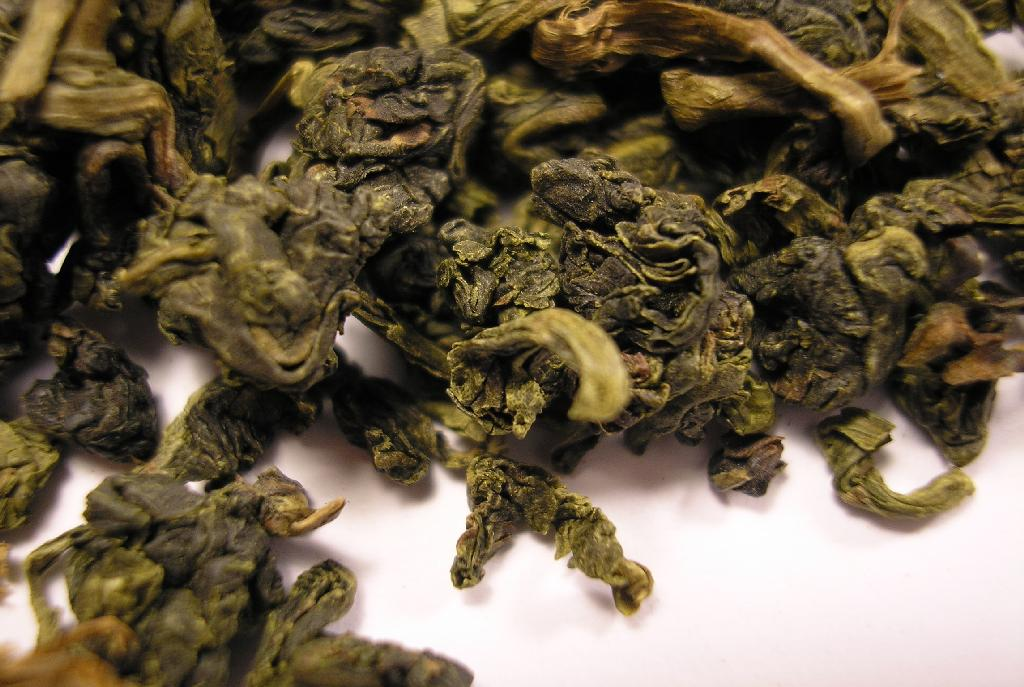
Foglie della varietà Wuyi Huang Guanyin

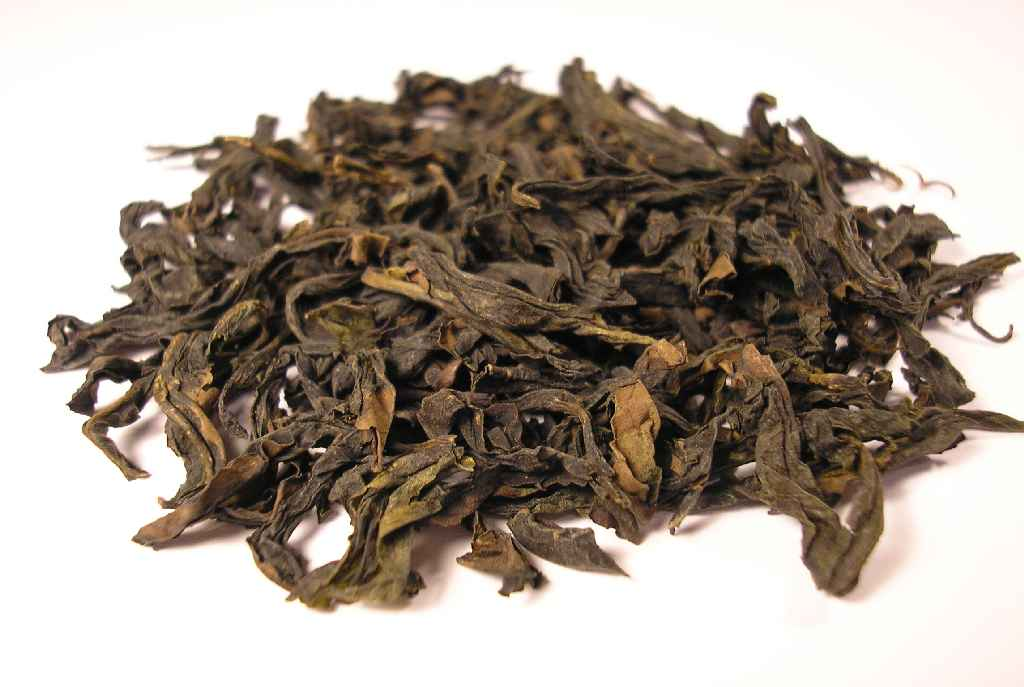
Foglie della varietà Wuyi Qi Lan

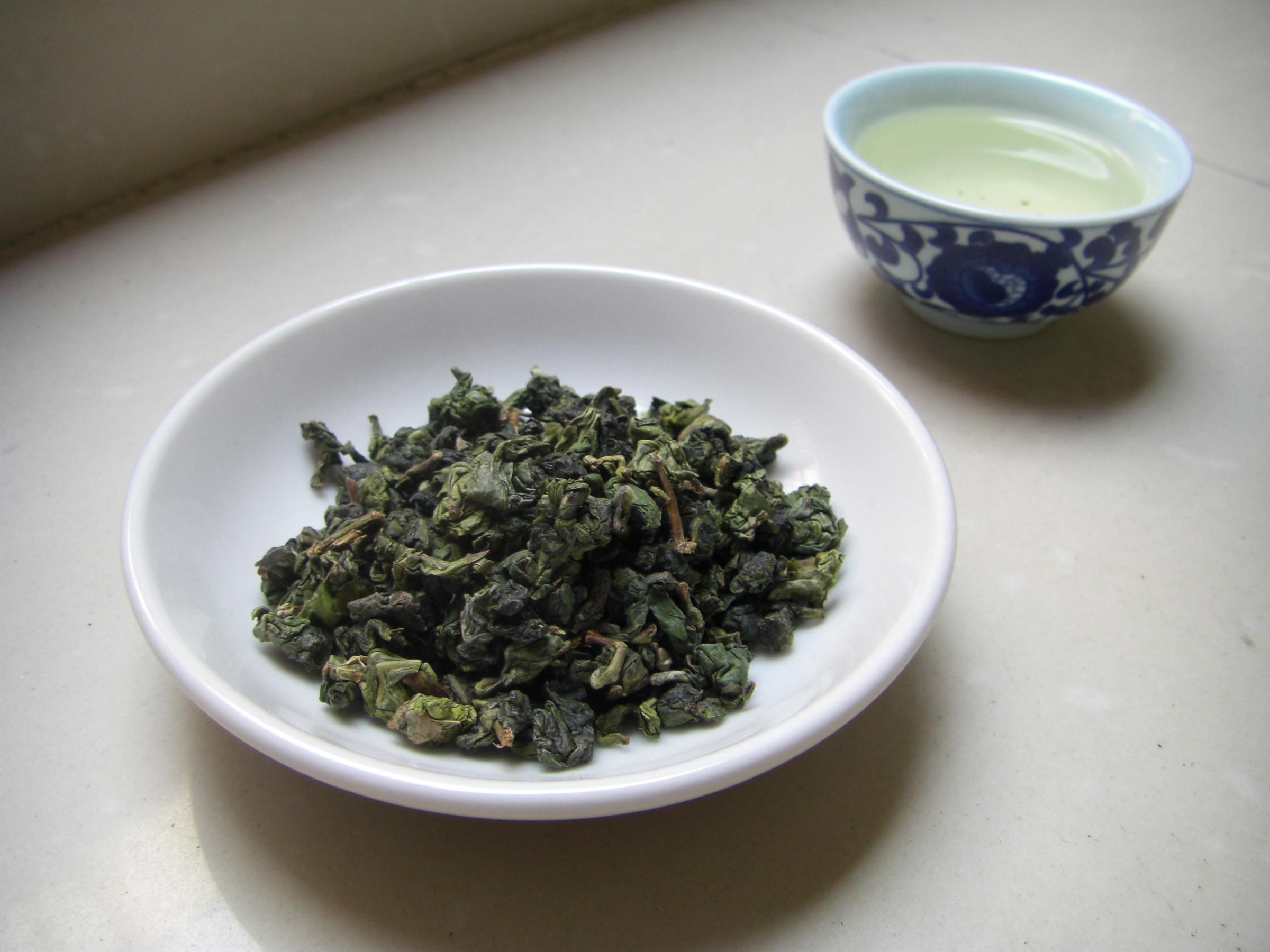
Tieguanyin di Anxi

L'oolong (乌龙S, wūlóngP), chiamato anche tè blu (青茶 qīngchá), è un tipo di tè semiossidato prodotto in Cina e a Taiwan. "Wulong" significa letteralmente "drago scuro". Le foglie raccolte vengono immediatamente fatte appassire al sole e agitate in ceste affinché i bordi si frantumino. Mentre la foglia lasciata ad appassire ingiallisce, i bordi diventano rossastri grazie alla reazione con l'ossigeno delle sostanze chimiche rilasciate dalle foglie durante la frantumazione. Vengono quindi trattate con il calore, arrotolate ed essiccate. In base al grado di ossidazione delle foglie, al tipo di manipolazione cui vengono sottoposte dopo il trattamento termico e alla tostatura finale che subiscono, si possono ottenere tè oolong con caratteristiche molto diverse.

## Possibili origini
È impossibile affermare con certezza l'origine esatta del termine. Ci sono tre spiegazioni ampiamente condivise sull'origine del nome cinese. Secondo la teoria del "tè tributo", il tè Oolong veniva direttamente dal tè tributo Dragon-Phoenix Tea Cake. Il termine tè Oolong ha sostituito il vecchio termine quando è diventato di moda il tè sfuso. Dato che era scuro, lungo e riccio, si chiamava tè del drago nero. Secondo la teoria "Wuyi", il tè oolong esisteva già nella regione dei Monti Wuyi. Ciò è dimostrato da poesie della dinastia Qing come Wuyi Tea Song (Wuyi Chage) e Tea Tale (Chashuo). Si diceva che il tè Oolong prendesse il nome dalla parte del monte Wuyi dove era originariamente prodotto. Secondo la teoria "Anxi", il tè Oolong ha avuto origine nella pianta del tè oolong Anxi, che è stata scoperta da un uomo di nome Sulong, Wulong o Wuliang. Un'altra storia narra di un uomo di nome Wu Liang (in seguito corrotto da Wu Long o Oolong) che scoprì per caso il tè oolong quando fu distratto da un cervo dopo una dura giornata di raccolta del tè, e quando si ricordò di tornare il tè aveva già iniziato a ossidarsi.

## Varietà di oolong
Esistono diverse varietà del tè oolong.

### Fujian, Cina
La produzione di tè nella provincia del Fujian si concentra nelle regioni dei Monti Wuyi e della Contea di Anxi, tradizionali centri nazionali nella produzione di tè oolong.

#### Monti Wuyi
I più costosi e famosi tè oolong vengono prodotti nei Monti Wuyi, secondo un procedimento organico. Di seguito alcune tra le migliori varietà:
- Da Hong Pao
- Shui Jin Gui
- Tieluohan
- Bai Jiguan
- Rougui
- Shui Hsien, coltivato anche in altre zone del Fujian.

#### Anxi
- Tieguanyin
- Huangjin Gui

### Guangdong, Cina

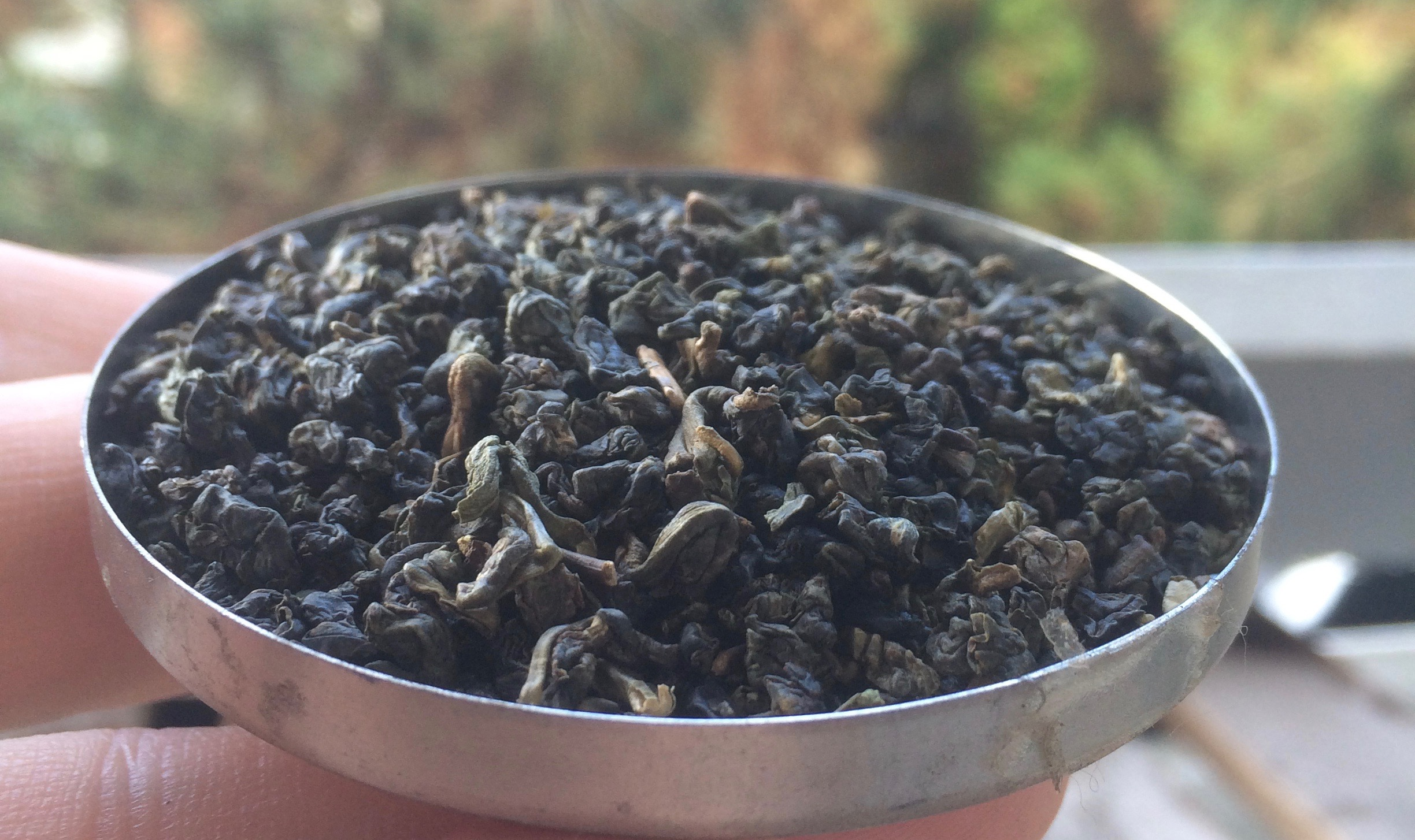
Dong ding di Taiwan

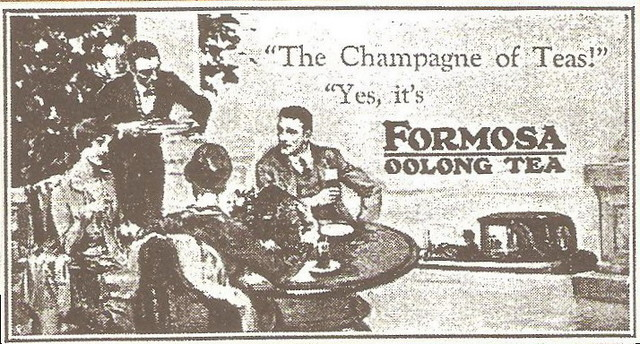
Pubblicità di un olong taiwanese all'inizio del XX secolo

- Dancong

### Taiwan
La coltivazione di tè a Taiwan ebbe inizio nel XVIII secolo, e nel corso degli anni molte varietà del Fujian sono state piantate anche a Taiwan. Nella seconda metà del XX secolo, la produzione taiwanese è aumentata sensibilmente, ma è appena sufficiente per soddisfare gli alti consumi degli abitanti dell'isola. Le condizioni meteorologiche a Taiwan sono particolarmente instabili e la qualità del tè varia di anno in anno. Particolarmente apprezzate sono le varietà taiwanesi coltivate in alta quota.
- Tung-ting (o dong ding)
- Dongfang Meiren
- Alishan oolong
- Lishan
- Pouchong
- Ruanzhi
- Jin Xuan
- Oolong nero

### Altre varietà
- Darjeeling oolong: tè Darjeeling prodotto con metodi cinesi
- Oolong affumicato dell'Assam
- Oolong vietnamita